# Karl Friedrich Christian Buff

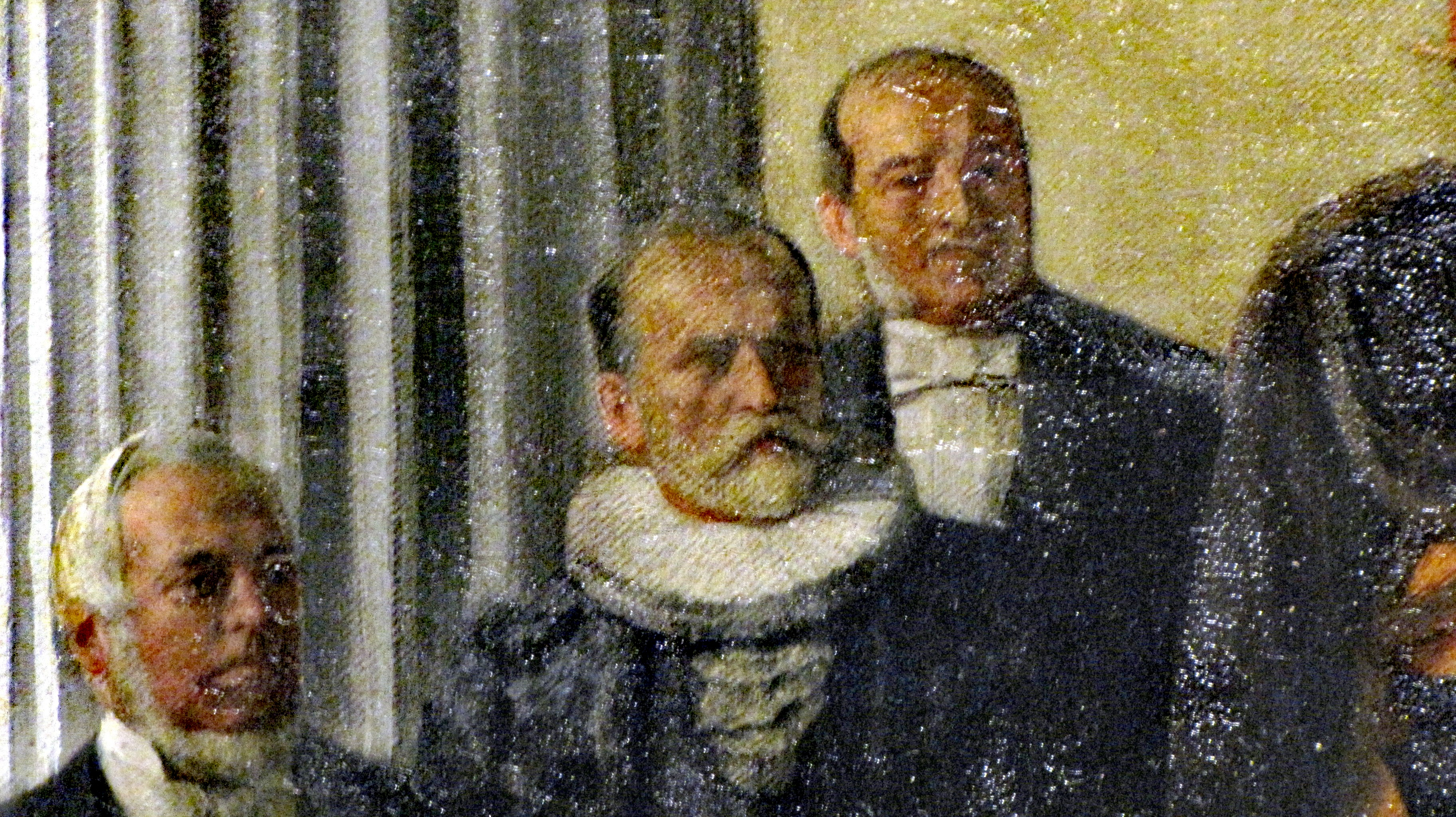
Karl Friedrich Christian Buff (links), 1888

Karl Friedrich Christian Buff (* 6. September 1820 in Osnabrück; † 14. März 1891 in Bremen) war ein deutscher Kaufmann aus Westfalen sowie Senator und Bürgermeister der Stadt Bremen.

## Familie
Karl Friedrich Christian Buffs Vater war der Oberbergrat Ludwig Carl Christian Buff aus Ibbenbüren. Er war verheiratet mit Clementine Wilhelmine Talla. Sie hatten sieben Kinder, darunter den Bremer Senator Clemens Buff (1853–1940).

## Politik
Ab den 1870er Jahren war Buff Senator in Bremen. Er gehörte zusammen mit Friedrich Pfeiffer, Franz Buchenau und Edmund Pavenstedt zu den führenden Nationalliberalen in Bremen. Er war Mitglied in der Siegener Freimaurerloge Zu den 3 eisernen Bergen, der Bremer Loge Zum Oelzweig (Logenmeister (1869–1884)) und im Protestantenverein in Bremen.
Zwischen 1882 und 1918 wählte der Bremer Senat aus seiner Mitte für jeweils ein Kalenderjahr zwei Bremer Bürgermeister; mehrmalige Wiederwahl war möglich. Buff war in den Jahren 1883, 1885, 1888 und 1890 jeweils für ein Jahr Bürgermeister.
Dem Senat gehörte er bis zu seinem Tod 1891 an. Er wurde auf dem Waller Friedhof, Grablage X 82, beerdigt.
Als im Jahr 1888 amtierender Bürgermeister und Präsident des Senats ist er zusammen mit den Bürgermeistern von Hamburg (Johannes Versmann) und Lübeck (Heinrich Theodor Behn) auf Anton von Werners Monumentalgemälde Die Eröffnung des Reichstags im Weißen Saal des Berliner Schlosses durch Wilhelm II. (25. Juni 1888) im Berliner Deutschen Historischen Museum vertreten.